# 실종자 (1988년 영화)
《실종자》(영어: Frantic)는 프랑스에서 제작된 로만 폴란스키 감독의 1988년 범죄, 미스터리, 스릴러 영화이다. 해리슨 포드 등이 주연으로 출연하였고 톰 마운트 등이 제작에 참여하였다.

## 줄거리
리처드 워커 박사는 의학 컨퍼런스를 위해 아내 손드라와 함께 파리를 방문한 외과의사이다. 호텔에서 아내는 여행 가방을 열지 못하고, 워커는 아내가 공항에서 잘못된 가방을 가져왔음을 알아낸다. 워커가 샤워하는 동안, 손드라는 워커가 들을 수 없는 전화를 받고 호텔 방에서 미스터리하게 사라진다.
아직 시차 때문에 힘든 워커는 친절하지만 대부분 무관심한 직원들의 도움을 받아 호텔에서 아내를 찾고, 직접 그녀를 찾아 밖을 헤맨다. 한 카페에서 와인 애호가가 그의 말을 엿듣고 근처 골목에서 손드라가 차에 강제로 태워지는 것을 보았다고 말한다. 워커는 회의적이지만, 아내의 신분증 팔찌를 포장도로에서 발견한 후 생각을 바꾼다. 그는 파리 경찰과 미국 대사관에 연락하지만, 그들의 반응은 관료주의적이며, 누구도 그녀를 찾으려 하지 않을 것이라는 희망이 거의 없다. 워커는 직접 수색을 계속하다가 살인 현장을 발견하고 그곳에서 공항에서 손드라의 가방을 자신의 것으로 착각했던 거리의 젊은 미셸을 만난다. 그는 미셸이 전문 마약 밀수꾼이라는 것을 깨닫지만, 그녀가 어떤 수상한 딜러를 위해 고용되었는지 신경 쓰지 않거나 알지 못한다. 미셸은 마지못해 워커를 돕는데, 워커는 바꿔진 가방에 무엇이 들어 있었는지 알아내고 납치된 아내를 돌려받기 위해 그 내용물을 거래하는 방법을 찾으려 한다.
미셸의 아파트, 워커의 호텔 방, 그리고 낡은 카바레들을 방문한 후, 밀수된 내용물이 마약이 아니라 핵무기 기폭장치로 사용되는 전자 스위치인 크리트론이라는 것이 밝혀진다. 이것은 일부 아랍 국가 요원들의 명령으로 자유의 여신상의 기념품 모형 안에 숨겨져 밀수되었다. 이스라엘 요원들과 협력하는 미국 대사관은 귀중한 장치를 손에 넣고 싶어 하며, 이를 위해 손드라가 죽는 것을 신경 쓰지 않는다. 아내를 구하기 위해 워커는 자신의 보수만을 신경 쓰는 미셸과 힘을 합친다.
영화는 센강 한가운데에 있는 시뉴섬에서 파리 자유의 여신상 모형 옆에서 크리트론과 교환으로 손드라가 풀려나는 대결로 끝난다. 그러나 귀중한 장치를 얻으려던 아랍 요원들과 그것을 손에 넣기 위해 그들을 추적한 이스라엘 모사드 비밀 요원들 사이에 총격전이 벌어진다. 아랍인들은 총격전에서 죽지만 미셸도 총에 맞아, 크리트론을 워커의 주머니에 넣어준 후 곧 죽는다. 손드라는 그들 곁에 있다. 격분한 워커는 크리트론 장치를 이스라엘 요원들에게 보여준 후 센강에 던져버린다. 그는 미셸의 시신을 안고 아내와 함께 파리를 떠날 준비를 한다.

## 출연

### 주연
- 해리슨 포드

### 조연
- 베티 버클리
- 존 마호니
- 지미 레이 윅스
- 요르고 보야지스
- 데이빗 허들레스톤
- 엠마누엘 자이그너

## 기타
- 미술: 피에르 구프로이
- 의상: 안소니 포웰